# Multifocaal brillenglas

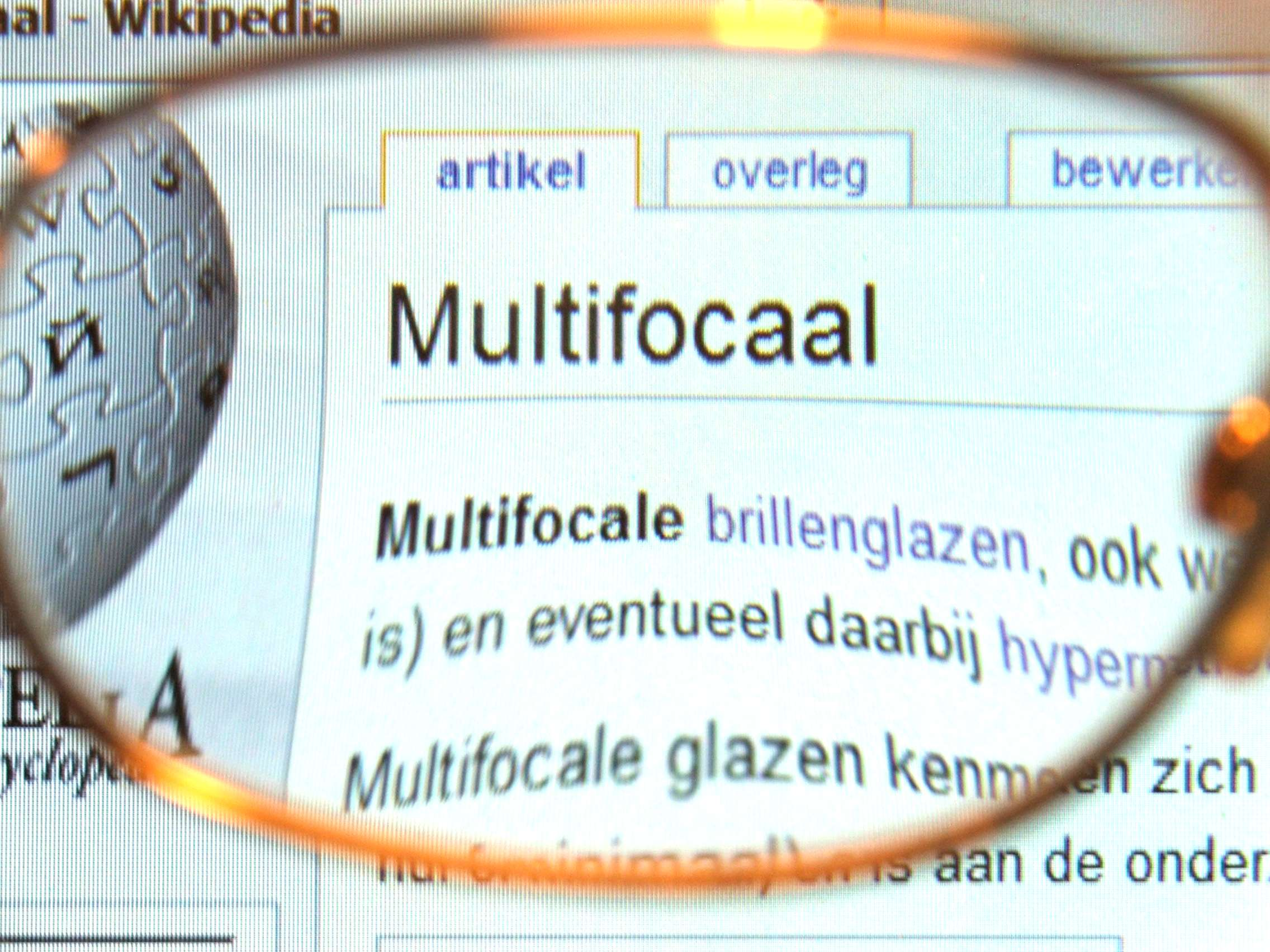
Beeld door een multifocaal brillenglas op enige afstand. Bij normaal gebruik zit het glas veel dichter bij het oog, zodat een veel kleiner gedeelte wordt gebruikt en de vertekening veel kleiner is.
(Deze foto is gemaakt met een gewone camera, en een losse leesbril („lookover”) van 3 dpt ervoor bij wijze van voorzetlens. Dit illustreert tevens het effect van een leesbril.)

Multifocale brillenglazen – ook wel varifocale of varifocus-brillenglazen, en in Vlaanderen ook doorvloeiglazen, genoemd (Engels: progressive lenses, of progressive addition lenses (PAL)) – zijn brillenglazen waarmee men niet alleen veraf en dichtbij maar ook op alle tussenliggende afstanden goed kan zien. Een multifocaal glas heeft, in tegenstelling tot een bifocaal glas, geen abrupte overgang tussen het leesgedeelte en het verafgedeelte. Als iemand een leesbril nodig heeft (presbyoop is) en daarbij ook hypermetroop (verziend) of myoop (bijziend) is, kan deze persoon in plaats van bifocale glazen desgewenst multifocale glazen nemen.
Multifocale glazen kenmerken zich door een van boven naar beneden geleidelijk toenemende sterkte. De sterkte aan de bovenzijde van het glas is die voor veraf zien (in het ideale geval dus nul of minimaal) en is aan de onderzijde die voor lezen (maximaal).

## Historie
Het Varilux-glas was het eerste moderne multifocale brillenglas. Het werd ontwikkeld door Bernard Maitenaz, gepatenteerd in 1953 en in 1959 geïntroduceerd door de Société des Lunetiers (later onderdeel van Essilor).
Moderne multifocale glazen zijn inmiddels volledig geaccepteerd en omvatten speciale ontwerpen, die rekening houden met de vele verschillende soorten van gebruik. Zo kunnen glazen speciaal worden ontworpen voor een breder gezichtsveld dichtbij en bij tussenliggende afstanden, zoals voor bij computergebruik, of specifieke types van glazen om te sporten.
Tegenwoordig kunnen de complexe oppervlakken van multifocale glazen gegoten, gesneden en gepolijst worden door computergestuurde machines, die elke gewenste vorm toestaan. Dit in tegenstelling tot het vroegere mechanische fabricageproces.

## Werking
De diameter van de oogpupil – afhankelijk van de verlichtingsomstandigheden ca. 3 tot 9 mm – is veel kleiner dan de diameter van het brillenglas. Daardoor wordt telkens maar een klein gedeelte van het glas werkelijk gebruikt. Door het hoofd licht op of neer te bewegen en daarbij naar hetzelfde punt te blijven kijken, kijkt men telkens door een ander gedeelte van het glas, met een andere sterkte. Men „probeert” in feite met welk gedeelte men op dat moment het beste kan zien. Op den duur, als men geheel aan het glas is gewend, doet men dit vrijwel automatisch. Veraf ziet men scherp door het bovenste deel van het glas. Hoe lager het gedeelte waar men door kijkt, des te dichterbij kan men scherp zien.

## Voordelen
- Multifocale glazen vermijden de van bifocale glazen bekende plotselinge overgangen (beeldsprongen).
- Ook in het middengebied – te ver voor het leesgedeelte en te dichtbij voor het verafgedeelte – kan men scherp zien. Dit is zinvol voor bijvoorbeeld beeldschermgebruik, muziek spelen vanaf bladmuziek, lezen van mededelingsborden, e.d.
- Omdat in bifocale glazen het leesgedeelte duidelijk zichtbaar is, worden deze eerder geassocieerd met een hogere leeftijd dan multifocale glazen.[bron?]

## Nadelen
- Vervorming: Een multifocaal glas bevat links- en rechtsonder afwijkingen die resulteren in een meer of mindere mate van onscherpte en vertekening. Met name dichterbij wordt hierdoor het beeldveld waarin nog scherp wordt gezien smaller. Om dit nadeel te compenseren en scherp zicht te houden, moeten multifocalebril-dragers, bijvoorbeeld voor een computerscherm of bij het lezen van boek of krant, het hoofd licht heen en weer bewegen. Met name oudere brildragers kunnen hier soms moeilijk aan wennen. Fabrikanten van multifocale glazen claimen echter een acceptatiegraad van 90 tot zelfs 98%.

- Plaatsing: Bij plaatsing van multifocale glazen in een montuur is de juiste positie t.o.v. de pupil van groot belang. Onjuiste plaatsing kan problemen veroorzaken, zoals een nauwer beeldveld en onscherpte in een van de twee ogen. In verticale richting smallere monturen zijn extra gevoelig voor de nauwkeurigheid van plaatsing van de glazen. Het is beter dit soort monturen te mijden.

- Prijs: Multifocale glazen zijn aanzienlijk duurder dan enkelvoudige en bifocale glazen. De productie van multifocale glazen is vanwege de vereisten aan de contouren van het glas complexer dan die van enkelvoudige glazen, zeker als er ook de cilinder zoals die benodigd is voor een astigmatische afwijking wordt meegenomen; er moeten dan drie verschillende lenzen in een glas worden gemaakt. Met relatief eenvoudige apparatuur is het lastig/onmogelijk daarbij een breed gezichtsveld te garanderen; de uiteindelijke vorm is beperkt door de gebruikte slijpvorm van de machine. De duurdere multifocale glazen worden met een computergestuurde machine gemaakt die willekeurige contouren kan snijden. Hiermee kan een breder gezichtsveld worden gerealiseerd. De kosten van een lens worden daarmee wel een stuk hoger.

## Verdere opmerkingen
- De gewenningsperiode voor multifocale glazen bedraagt normaliter enkele dagen tot weken. Gedurende deze periode kan hoofdpijn en duizeligheid optreden. Het is dan aan te raden de bril even niet te dragen, maar niet langer dan totdat de symptomen verdwenen zijn.

- Het gevoel voor diepte en afstand kan gedurende de gewenningsperiode beïnvloed worden.

- Veel leveranciers verkopen multifocale glazen in meerdere kwaliteiten. De beste multifocale glazen kunnen aanzienlijk duurder zijn dan standaardsoorten. Aan deze duurdere glazen worden verbeterde eigenschappen toegeschreven als een breder gezichtsveld, een hogere scherpte en helderheid en een soepeler overgang tussen wisselende kijkafstanden. De meeste grote brillenglasfabrikanten leveren ook multifocale glazen.

- De meeste multifocale glazen hebben kleine ingeëtste merktekentjes, waaraan de opticien bepaalde gegevens van de glazen (zoals fabrikant en type) kan herkennen.[1] Deze tekentjes zijn met het blote oog nauwelijks zichtbaar tenzij men precies weet waar en waarnaar men moet kijken.

- Voor staaroperaties worden tegenwoordig ook multifocale implantaatlenzen aangeboden. Daarbij wordt „multifocaal” echter, net als in het Engels, gebruikt in de meer letterlijke betekenis van „verschillende brandpunten hebbend”, maar niet geleidelijk verlopend. Het betreft dus in feite bi- of trifocale lenzen.[2]

- Opticiens maken meestal niet bekend welke merken lenzen ze gebruiken met welke kwaliteit. Daardoor is het voor de klant moeilijk of onmogelijk om lenzen te kiezen gebaseerd op deze gegevens en krijgt men automatisch de lenzen van een merk die de betreffende opticien gekozen heeft (zonder gegevens daarover te krijgen).

## Speciale soorten
Piloten gebruiken soms een speciale multifocale bril met bovenin weer een gedeelte voor dichterbij. Hiermee kunnen zij de instrumenten boven het cockpitvenster goed aflezen. (Dit dient niet verward te worden met een „pilotenbril”, waaronder gewoonlijk een bepaald model zonnebril wordt verstaan.)